# Shattered Idols
Shattered Idols er en amerikansk stumfilm fra 1922 af Edward Sloman.

## Medvirkende
- Marguerite De La Motte som Sarasvati
- William V. Mong som Rama Pal
- James W. Morrison som Walter Hurst / David Hurst
- Frankie Lee
- Ethel Grey Terry som Jean Hurst
- Alfred Allen
- Louise Lovely som Diana Chichester